# Lago de San Mauricio
El lago de San Mauricio (en catalán estany de Sant Maurici) es un lago español de los Pirineos engrandecido con una pequeña presa situada en el término municipal de Espot, en el parque nacional de Aiguas Tortas y Lago de San Mauricio, provincia de Lérida, Cataluña.
Está situado a 1910 m de altitud, en el fondo de un circo glaciar. Recibe las aguas de los ríos y torrentes de Ratera, del Portarró y Subenuix, mientras que su emisario, el río Escrita, drena el valle de Espot hasta el Noguera Pallaresa. Se encuentra dentro de un circo de origen glaciar en la región lacustre de Los Encantados. De sus aguas emerge el río Escritá, que desemboca en el embalse de la Torrassa, a unos 14 km, en el Noguera Pallaresa.
Rodeado de bosques de pino negro y de un hermoso paisaje de montaña, está la ermita de San Mauricio (1841 m), un refugio militar (abandonado) y una presa hidroeléctrica que sigue la orilla SE. Existe un canal de 6,2 km de largo que aporta el agua a un depósito regulador; de allí una tubería de 1,25 km de largo la conduce a la central de San Mauricio (junto con el agua de la central de Lladres), situada cerca Spot de Dalt, en la orilla derecha del río Escrita. El salto desde el lago es de 579 m, la potencia instalada de 15543 kW y la producción de 35,9 a 54 MWh.

## Características y entorno

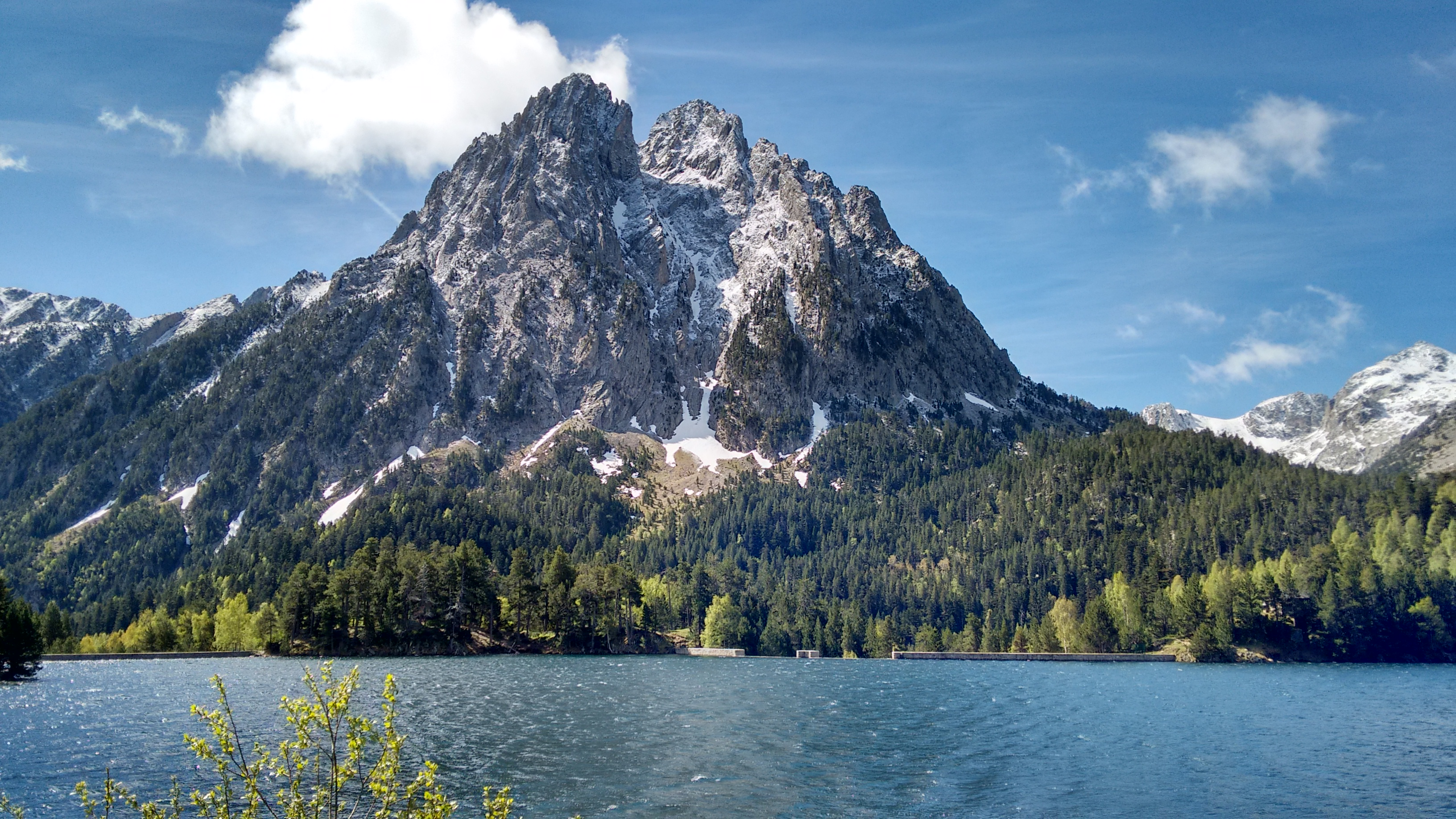
Sierra de Los Encantados

El embalse mide unos 1100 m de largo por 200 m de anchura, con un volumen de agua de unos 2,6 hm³ gracias a la presa. Se encuentra a una altitud de 1910 m, rodeado de bosques de pino negro, la sierra de Los Encantados al sur (2745 m), el Gran Tuc de Colomèrs al oeste (2931 m) y el Pico de Bassiero al norte (2901 m). A través del Portarró de Espot, al oeste, se accede al resto del parque nacional y a Bohí, y por el norte, a través del collado de Ratera, se accede al valle de Arán.
Cerca del lago se encuentra la ermita de San Mauricio de Espot (1841 m de altitud), un refugio militar abandonado, y a 15 minutos a pie, el refugio Ernest Mallafré, de 24 plazas, de la FEEC.
Forma parte del sistema del los lagos de Espot.

## Centrales hidroeléctricas
Al sudeste de la presa surge un canal de 6,2 km de longitud que lleva el agua hasta un depósito regulador; desde allí, un tubo de 1,25 km la conduce a la Central Hidroeléctrica de San Mauricio, reformada en 2010 y situada en la parte alta del pueblo de Espot, a la derecha del río Escritá. El salto es de 532,7 m, con una potencia instalada de 14,87 mW y una producción anual de 54 000 mW.
Por encima de esta central, a 1900 m del altitud se encuentra otra, la Central Hidroeléctrica de Lladres, reformada también en 2010, procedente del lago de Lladres, embalsado por la presa de la Font Grassa, a 2025 m, en el valle de Peguera. De hecho, es el embalse inferior de todo un conjunto de lagos represados en el circo de Peguera, encabezados por el embalse del lago Negro y el embalse Tort de Peguera, junto al que se encuentra el refugio Josep Maria Blanc. Esta central recibe el agua de un tubo con un salto de 125 m y genera una potencia de 850 mW, con una salida de tensión de 254 000 V.

## Historia
Los primeros planes para la construcción de una presa en el lago de San Mauricio se realizan en 1911, cuando se constituye la Sociedad General de Fuerzas Hidroeléctricas por parte de Catalana de Gas y Electricidad y se adquieren los derechos de explotación de diversas cuencas, entre las que se encuentra la del Noguera Pallaresa. La Primera Guerra Mundial, la española y una serie de circunstancias frenaron la construcción hasta que en 1946 Catalana de Gas se une a los bancos Urquijo e Hispano Americano para crear la empresa Hidroeléctrica de Cataluña, HECSA, que finalmente construye los embalses del río Ter y los del Noguera, entre ellos La Torrasa y San Mauricio en 1954. Francisco Franco escenifica la inauguración de la presa en 1959. La llegada del gas natural aleja a Catalana de Gas de la electricidad y en 1976, HECSA se queda con la propiedad completa del embalse.
En 1997, la empresa se vende a Iberdrola, luego a Enher, y finalmente a Endesa.